# Kalabaka
Kalabaka (tiếng Hy Lạp: ?) là một khu tự quản ở vùng Thessalía, Hy Lạp. Khu tự quản Kalabaka có diện tích 1658 km², dân số theo điều tra ngày 18 tháng 3 năm 2001 là 22853 người.